# Nånannanism
Nånannanism är ett uttryck för att beteckna inställningen att någon annan skall ta itu med ens problem. Begreppet dök upp i tidningstext 1998 och var med på Svenska språknämndens nyordlista från 2004. Centerpartiet använde sig av uttrycket i valrörelsen 2006.